# Pecio de Anticitera

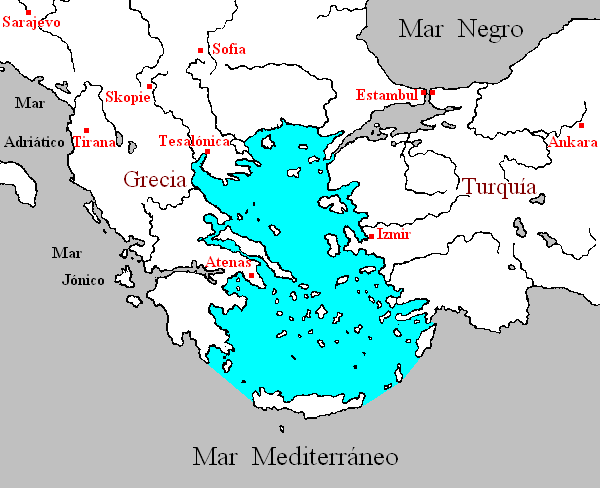
Grecia y, en celeste, el Mar Egeo. La isla de Anticitera está ubicada entre la península y la isla de Creta.

El pecio de Anticitera es un pecio de un naufragio de época romana que data del segundo cuarto del siglo I a. C. Fue descubierto por buzos que se dirigían a pescar esponjas, cerca del cabo Glifadia en la isla griega de Anticitera en el año 1900.
Los restos del naufragio que fueron hallados incluían numerosas estatuas, monedas y otros artefactos que datan de diferentes periodos, así como restos muy corroídos de un dispositivo que muchos consideran la computadora analógica más antigua del mundo, el mecanismo de Anticitera. Estos antiguos artefactos, obras de arte y elementos del barco se conservan en el Museo Arqueológico Nacional de Atenas.

## Descubrimiento

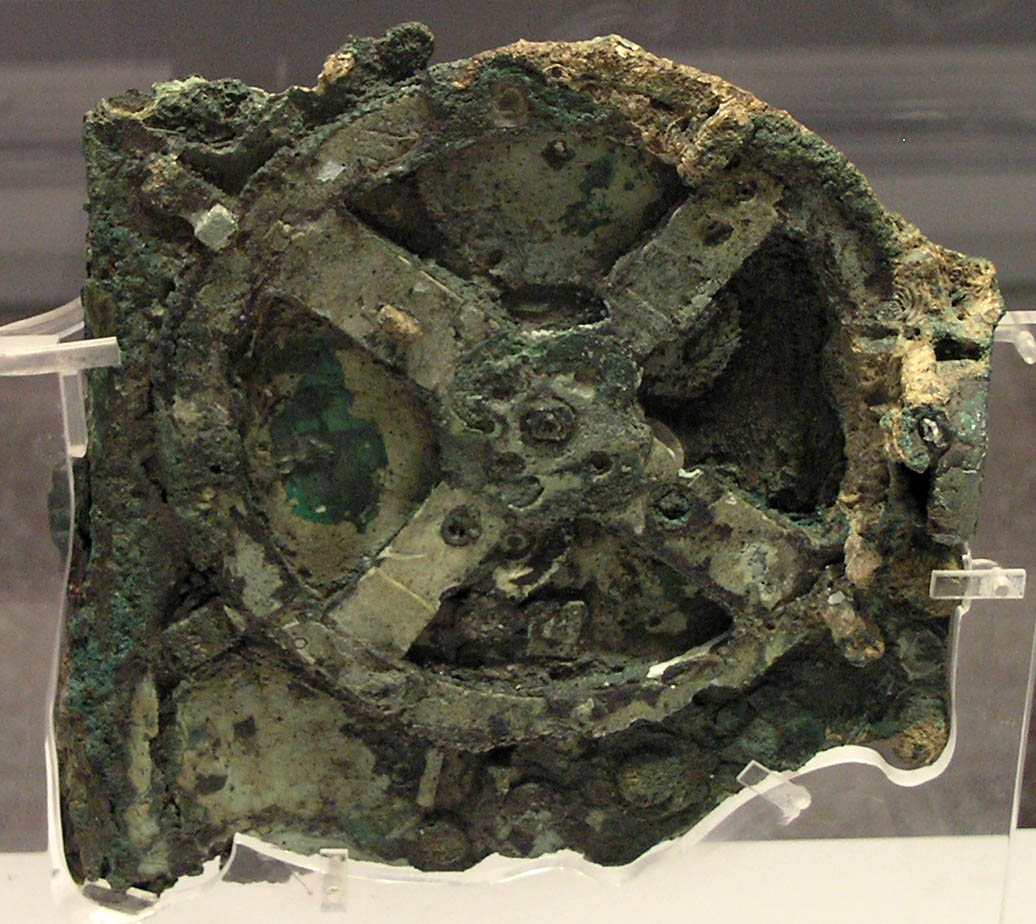
El mecanismo de Anticitera (Fragmento A – frente)

Alrededor de la Pascua de 1900, el capitán Dimitrios Kondos y su tripulación de buzos buscadores de esponjas de Symi navegaron a través del mar Egeo en ruta hacia los caladeros del norte de África. Se detuvieron en la isla griega de Anticitera para esperar vientos favorables. Durante la escala, comenzaron a bucear en la costa de la isla usando los equipos de buceo estándar de la época —trajes de lona y cascos de cobre.
El buzo Elias Stadiatis descendió a 45 metros de profundidad, y luego rápidamente hizo señas para que se le subiera a la superficie. Describió un montón de cadáveres en descomposición y caballos esparcidos entre las rocas del fondo marino. Pensando que el buceador estaba borracho por el nitrógeno de su mezcla respiratoria a esa profundidad, Kondos se puso el equipo de buceo y descendió al lugar. Pronto volvió a la superficie con el brazo de una estatua de bronce. Poco después, los hombres partieron como estaba previsto para pescar esponjas, pero al final de la temporada volvieron a Anticitera y recuperaron varios artefactos del naufragio. Kondos informó de los hallazgos a las autoridades de Atenas, y rápidamente se enviaron barcos de la Armada Griega para apoyar los trabajos de rescate desde noviembre de 1900 hasta 1901.

## Recuperación de artefactos

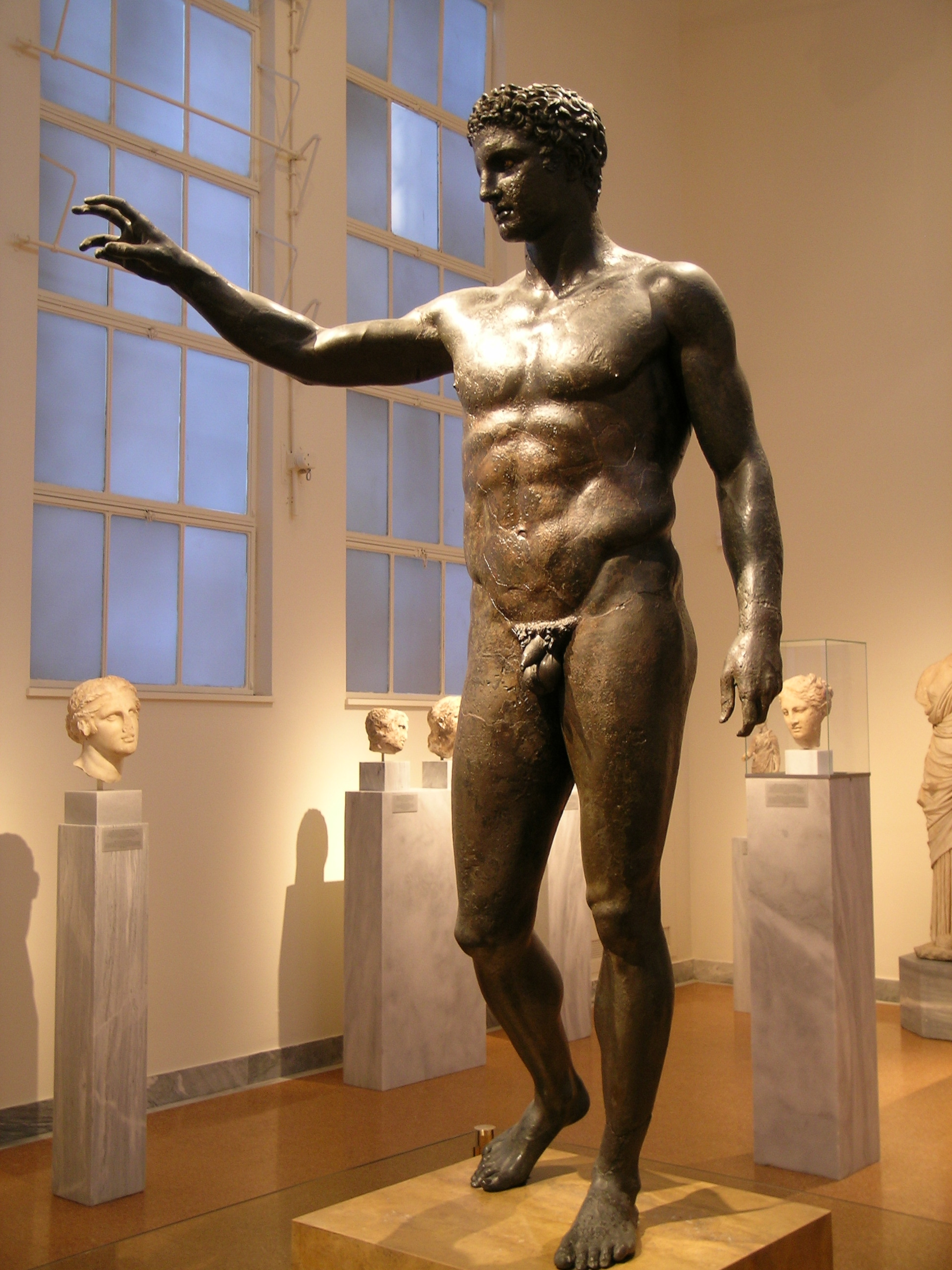
El Efebo de Anticitera.

Junto con el Ministerio de Educación Griego y la Marina Real Helénica, los buzos de esponjas rescataron numerosos artefactos de las aguas. A mediados de 1901 habían recuperado varias estatuas de bronce —El Filósofo y el Efebo de Anticitera—, y treinta y seis esculturas de mármol que incluían representaciones de Heracles, Odiseo, Diómedes, Hermes, Apolo, tres estatuas de mármol de caballos —una cuarta se dejó caer durante la recuperación y se perdió en el fondo del mar—, una lira de bronce, y varias piezas de vidrio. El equipo del barco recuperado incluía tubos de desagüe de plomo, chapas para el casco, y un conjunto de pesas de sondeo de plomo que pesaban 6 y 14 kg. Estas son las únicas pesas de sondeo que se han descubierto en un antiguo naufragio en el Egeo, aunque se han recuperado ejemplos comparables a lo largo de la costa levantina. También se encontraron muchos otros artefactos pequeños y comunes, y todo el conjunto fue llevado al Museo Arqueológico Nacional de Atenas. La muerte del buzo Giorgos Kritikos y la parálisis de otros dos debido a la enfermedad de descompresión pusieron fin a los trabajos en el sitio durante el verano de 1901.
El 17 de mayo de 1902, el arqueólogo Valerios Stais hizo el hallazgo más famoso mientras estudiaba los artefactos en el Museo Arqueológico Nacional. Se percató de que una pieza de bronce severamente corroída tenía una rueda dentada incrustada e inscripciones legibles en griego. El objeto se conocería como el Mecanismo de Anticitera. Originalmente se pensó que era una de las primeras formas de un reloj mecanizado o un astrolabio. Algunos la consideran como la computadora analógica más antigua conocida del mundo.
Los restos del naufragio permanecieron intactos hasta 1953, cuando el oficial de marina y explorador francés Jacques-Yves Cousteau lo visitó brevemente para reubicar el lugar. Cousteau regresó con un equipo completo en el verano y otoño de 1976 por invitación del gobierno griego. Bajo la dirección del arqueólogo Lazaros Kolonas, el equipo recuperó cerca de 300 artefactos, incluyendo cuatro tablones del casco, jarras de cerámica, monedas de bronce y plata, piezas de esculturas de bronce y mármol, estatuillas de bronce, varias piezas de joyería de oro, e incluso restos humanos de la tripulación y los pasajeros.

## Datación
Aunque la recuperación de los artefactos del naufragio fue muy exitosa y se logró en dos años, la datación del sitio resultó difícil y tomó mucho más tiempo. Los estudios indicaron que las esculturas de bronce podrían datarse en el siglo IV a. C. pero se sugirió que las de mármol eran copias de época posterior de esculturas originales del periodo helenístico.

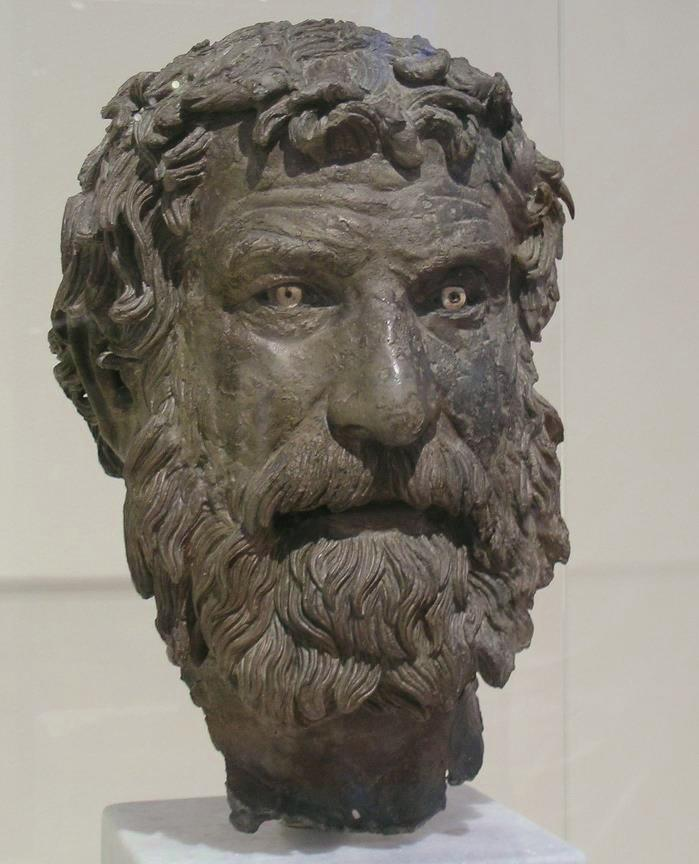
Cabeza de bronce de un hombre barbudo y el pelo revuelto, del filólogo Filetas de Cos.

Algunos estudiosos sugirieron que el barco llevaba parte del botín que el general romano Sila reunió en Atenas en el 86 a. C., y que podría estar dirigiéndose a Italia. Una referencia del escritor griego Luciano de Samósata a uno de los barcos de Sila hundiéndose en la región de Anticitera dio lugar a esta teoría. Los aparejos y objetos de uso cotidiano del barco, similares a los conocidos en otros contextos, apoyan una fecha de principios del siglo I a. C. Las ánforas recuperadas del naufragio indicaban una fecha de 80-70 a. C., la cerámica helenística una fecha de 75-50 a. C., y la cerámica romana era similar a los tipos conocidos de mediados del siglo I. Sin embargo, cualquier posible asociación con Sila fue eliminada cuando se descubrió que las monedas halladas en la década de 1970 durante los trabajos del equipo dirigido por Jacques Cousteau fueron acuñadas entre 76 y 67 a. C. Es posible que el buque de carga hundido estuviera en camino hacia Roma o a cualquier otro lugar de Italia con tesoros saqueados para apoyar un desfile triunfal. Alternativamente, tal vez el cargamento fue reunido por encargo de un rico mecenas romano.
Los restos de los tablones del casco del barco mostraron que la nave estaba hecha de olmo, una madera usada a menudo por los romanos en sus naves. Finalmente, en 1964, una muestra de las planchas del casco fue fechada con radiocarbono, y se obtuvo una fecha de calendario calibrada de 220 a. C. ± 43 años. La disparidad entre la fecha calibrada de radiocarbono y la fecha basada en la cerámica y las monedas puede deberse a que la  muestra de madera procediera en un árbol viejo, cortado mucho antes del hundimiento del barco.
Otras pruebas de una fecha de hundimiento a principios del siglo I a. C. llegaron en 1974, cuando el profesor Derek John de Solla Price, de la Universidad de Yale, publicó su interpretación del mecanismo de Anticitera. Argumentó que el objeto era un ordenador de calendario. A partir de los ajustes de los engranajes y las inscripciones en las caras del mecanismo, llegó a la conclusión de que el mecanismo se fabricó alrededor del año 87 a. C. y se perdió unos pocos años después.

## Nuevas expediciones
En 2012, el arqueólogo marino Brendan P. Foley —anteriormente de la Institución Oceanográfica de Woods Hole de los Estados Unidos y desde 2017 en la Universidad de Lund, Suecia— recibió permiso del gobierno griego para realizar nuevas inmersiones en toda la isla de Anticitera. Con el codirector del proyecto, Theotokis Theodoulou, los buzos comenzaron un estudio preliminar de tres semanas en octubre de 2012 utilizando la tecnología de rebreather, para permitir inmersiones prolongadas hasta una profundidad de 70 metros, a fin de realizar un estudio más completo del sitio. El equipo completó una circunnavegación submarina de la isla, documentó varios hallazgos aislados, reubicó el pecio de Anticitera e identificó un segundo pecio antiguo a unos pocos cientos de metros al sur del naufragio de Anticitera.
El Eforado Helénico de Antigüedades Subacuáticas (EUA) ha continuado las investigaciones en Anticitera. En 2014 y 2015 realizó estudios de cartografía robótica en los dos antiguos pecios, en cooperación con la Institución Oceanográfica de Woods Hole y el Centro Australiano de Robótica de Campo de la Universidad de Sídney. Las excavaciones posteriores del pecio de Anticitera en 2014-2016 permitieron obtener nuevos hallazgos del buque: elementos de madera del casco o de las cubiertas, componentes de dos anclas de plomo, un enorme anillo de salvamento de plomo, láminas de plomo del casco, varios clavos y púas de bronce además de un anillo de aparejo también de bronce. También se encontraron muchos objetos de lujo, entre ellos dos grandes lanzas de bronce pertenecientes a estatuas, la mano izquierda de una escultura de mármol, cuencos de vidrio ornamentados, jarras de cerámica intactas de varios estilos diferentes y un anillo de oro muy similar al recuperado en 1976. Un hallazgo extraordinario es un arma antigua conocida como «delfín», una masa de plomo de 100 kilogramos con punta de hierro, destinada a ser lanzada desde el frente del barco para atravesar la cubierta y el casco de un buque atacante. Este es el único ejemplo de un delfín de guerra que se ha descubierto. El 31 de agosto de 2016, se descubrió en el naufragio un esqueleto humano de 2000 años de edad, al que apodaron Pamphilos.
La excavación por el EUA continuó en septiembre-octubre de 2017 y en octubre de 2019, y dio lugar a la recuperación de un brazo de bronce de una escultura, junto con otros fragmentos de estatuas de bronce y mármol. Los hallazgos orgánicos incluyeron más restos óseos humanos, y una gran sección de tablillas articuladas del casco y armazones del barco. El equipo también recuperó un objeto de mármol rojo finamente trabajado que puede ser la tapa de un sarcófago, y un misterioso disco de bronce que representa un toro.
En 2022 se retiraron tres rocas de 8,5 toneladas que habían cubierto parcialmente los restos del naufragio, lo cual permitió nuevos descubrimientos. Se encontraron dientes humanos, lo que abre la posibilidad de análisis genéticos e isotópicos para brindar información sobre las personas que navegaban en el barco. El arqueólogo Lorenz Baumer, que supervisa la misión de 2022, junto con la Universidad de Ginebra, describió el naufragio de Anticitera como "un sitio extremadamente rico, el más rico del mundo antiguo".